# Тикси (бухта)
Тикси — бухта в южной части моря Лаптевых. Расположена к юго-востоку от устья реки Лена. Ширина залива у входа 17 км. Длина 21 км. Ледостав с октября по июль. Приливы величиной 30 см. Глубина до 11 м. Берег в северной части сложен льдом и рыхлыми породами.

## География
В бухте расположен остров Бруснева. От залива Неелова бухту в северной части отделяет Быковский полуостров. От моря бухта отделяется мысами Муостах (с севера) и Косистый (с юга). В бухту впадает несколько небольших рек, крупнейшая из которых Сого. В западной части бухты на берегу залива Булункан расположен посёлок городского типа и порт Тикси. В юго—восточной части, на берегу залива Сого, находятся развалины домов посёлка шахтёров под тем же названием. Рядом, в устье реки Сого, расположен посёлок первой полярной станции Тиксинской гидрометеорологической службы.

## История
Бухта была впервые описана в 1739 году русским полярным исследователем Дмитрием Лаптевым. Тогда бухте было дано название Губа Горелая. Позже она была переименована в бухту Тикси. О смене названия бывший начальник торгового порта Николай Васильевич Зозуля в статье в газете «Маяк Арктики» писал:
28 августа 1878 года пустынные берега бухты «Горелая» были разбужены гудками пароходов «Вега» и «Лена». Здесь должна была состояться встреча с лоцманом, высланным А. М. Сибиряковым из Якутска. Но он задержался в пути. Именно тогда один из участников экспедиции, действительный член Российского географического общества, гвардии лейтенант корпуса гидрографов Оскар Нордквист, очарованный красотой бухты, выразил своё мнение о неуместности названия «Горелая». Он считал, что сама бухта говорит о необходимости новой встречи с ней. Узнали у переводчика, что на местном наречии слово «встреча» звучит «тикси». Членам экспедиции и Норденшельду понравилось это приятное, но с особым смысловым значением слово, и бухта получила своё нынешнее название.
В 1822 году экспедиция русского исследователя Петра Анжу проводила описание берега Северного Ледовитого океана от Яны до Оленька. Тогда бухта была описана двумя помощниками штурмана Ильёй Бережных и Петром Ильиным. Последний писал о бухте так:
берега губы Тикси вообще низменные, горы удалены от них. По уверению проводников, эта губа мелка и летом лед истаивает в ней как в озере. На середине есть небольшой каменистый остров.
Бухта активно использовалась в работе арктических экспедиций Э. В. Толля и А. В. Колчака 1901—1902 годов: Русской полярной экспедицией и Спасательной экспедицией 1902 года.
В 1903 году летом Фёдором Матисеном была проведена первая инструментальная съемка бухты. Исследователь писал: «небольшой и неглубокий рейд за островом Бруснева, я назвал рейдом парохода „Лена“, единственного судна, какое посещало бухту Тикси, кроме яхты „Заря“. В обозначении остальных бухт, лагун, мысов и прочих я придерживался местных названий, строго сохраняя данные первого исследователя».
В 1912 году в бухту зашли ледоколы гидрографической экспедиции Бориса Вилькицкого «Таймыр» и «Вайгач». Здесь был установлен навигационный знак и астрономический пункт.
В 1919—1921 годах первая советская арктическая Усть-Ленская гидрографическая экспедиция, под руководством Фёдора Матисена и Николая Евгенова, оборудовала Быковский фарватер, место отстоя речных и морских судов и вход в бухту Тикси со стороны моря и Лены.
Расположенный в бухте перешеек Колычева был обследован в 1920 году Усть-Ленской гидрографической экспедицией под руководством Ф. А. Матисена и тогда же назван по фамилии комиссара экспедиции В. Н. Колычева.
В 1920 году Павел Хмызников выполнил первую инструментальную съемку заливов Сого и Булункан.